# К9 (журнал)
К9 Журнал мальованих історій  —  щомісячний український журнал коміксів, в якому публікувались короткі комікси та манга різних авторів. Засновник і головний редактор Олексій Олін. Видавався  з 2003 до 2009 року.
У журналі коміксів К9 видавались комікси українських, польських, чеських, американських, французьких, швейцарських, бельгійських та італійських художників, цікаві статті про фільми, аніме, мультфільми зняті з мальованих історій, манга та коміксів, біографії знаменитих художників, а також зірками вітчизняних та зарубіжних художників дев'ятого мистецтва — мальованих історій.  Виходив журнал коміксів К9 разів на місяць. 
Переможець Всеукраїнського конкурсу "Обкладинка року в Україні 2006" (перше місце у номінації "Молодіжне видання").

## Історія
З’явився часопис К9 на світ у 2003 році. Засновником і головним редактором став студент Олексій Олін, який проходив навчання у Франції. Назва часопису походить від європейського визначення мальованих історій як “дев’ятого мистецтва”, що підкреслює їх відмінність від коміксів, які в свою чергу представлені в назві буквою “К”. Ось так назва “К9” об’єднувала в собі графічні новели, мангу та комікси.
Час йшов і К9 зростав і видавався в різних країнах СНД. З яскравого, але непримітного 36-сторінкового видання формату А5, він перетворився у справжній глянець зі 116 сторінками.  Але навіть рекламна навала не врятувала часопис К9 від загибелі у вирі світової фінансової кризи, і 14 грудня 2009 року вийшов у продаж останній випуск (№87) в його історії. Загалом за шість років життя проекту було видано 93 примірники часопису та різних додатків з серій Darkwarior, Intercat, Milkgirl тощо.

## Комікси
- Darkwarior
- Intercat
- Milkgirl
- Will (Guillaume Bianco)
- Залізничники
- Baz & Booz
- Les P'tits Diables (DUTTO)

та інші.